# Compuestos organometálicos del grupo 2
Los elementos químicos del grupo 2 son conocidos por formar compuestos organometálicos. De estos, los compuestos de organomagnesio, por lo general en forma de reactivos de Grignard, son ampliamente utilizados en química orgánica, mientras que los otros compuestos organometálicos de elementos este grupo tienen sobre todo interés académico.

## Características
En muchos sentidos, la química de los elementos del grupo 2 (los metales alcalinotérreos) imita a la de los elementos del grupo 12 debido a que los elementos de ambos grupos han llenado el nivel s de electrones de valencia. Por lo tanto, ambos grupos tienen valencia nominal 2 y estado de oxidación +2. Todos los elementos del grupo 2 son electropositivos respecto del carbono y su electronegatividad disminuye al bajar en el grupo (aumento del número atómico). Al mismo tiempo, el radio atómico aumenta dando como resultado un carácter cada vez más iónico, un mayor número de coordinación y mayor reactividad como ligandos. 
También es importante evaluar la naturaleza del enlace carbono-metal, ya que puede ser fácilmente un enlace iónico y no un enlace covalente. Por esta razón, los cianuros metálicos (MCN), los acetiluros y los carburos metálicos (por ejemplo, carburo de calcio, una fuente de acetileno) están excluidos dado su marcado carácter iónico.
Muchos dialquilmetales del grupo 2 son polímeros en la fase cristalina y se asemejan al trimetilaluminio por poseer enlaces de tres centros y dos electrones. En fase gaseosa son monómeros.

Estructura general de un metaloceno con un metal con estado de oxidación +2 entre dos anillos ciclopentadienilo.

Los metalocenos de este grupo son infrecuentes. El bis(ciclopentadienil)berilio o beriloceno ((Cp2Be)) con un momento dipolar molecular de 2,2 Debye tiene la estructura de un metaloceno clásico con dos ligandos pentahaptos. En cambio, el compuesto es un sándwich 5η/1η y además presenta fluxionalidad hasta -125 °C. Mientras el magnesioceno (Cp2Mg) es un metaloceno regular, el bis (pentametilciclopentadienil)calcio (Cp*)2Ca está en realidad doblado formando un ángulo de 147°. Este ángulo aumenta al descender en el grupo.
También se conocen organometálicos de valencia baja con un estado de oxidación formal 1 que poseen un enlace metal-metal. Un representante de esta clase es LMg-MgL con el ligando L=[(Ar)NC(NPri2)N(Ar)]–.

## Síntesis
Existen tres maneras principales de sintetizar compuestos derivados dialquil o diarilmetálicos del grupo 2:
- Reacción de metátesis:

MX2 + R-Y → MR2 + Y-X'
- Por transmetalación:

M'R2 + M → MR2 + M'
- Manipulación del equilibrio de Schlenk de haluros organometálicos:

2 RMX  → MR2 + MX2
Véase por ejemplo la formación del dimetilmagnesio.

## Compuestos

### Organoberilio
La química de los compuestos de organoberilio se limita a la investigación académica, debido al costo y la toxicidad del berilio, los derivados de berilio, y los reactivos necesarios para la introducción de berilio, tales como cloruro de berilio. Ejemplos de compuestos conocidos de organoberilio son el dineopentilberilio, el beriloceno (Cp2Be), el dialilberilio (por reacción de intercambio de dietilberilio con trialilboro) y el bis(1,3-trimetilsililalil)berilio. Otros ligandos pueden ser sustancias con los grupos arilo y alquinilo.
Véase también: Beriliosis

### Organomagnesio
Organomagnesio compuestos están muy extendidos. Se encuentran comúnmente como reactivo de Grignard. La formación de los haluros de magnesio o arilo (RMgX) de metal de magnesio y un haluro de alquilo se atribuye a un proceso establecido. Ejemplos de Grignards son el bromuro de fenilmagnesio y bromuro de etilmagnesio.
Relevantes reactivos magnesio orgánico fuera del alcance de Grignards se antraceno magnesio con magnesio, formando un 1,4-puente sobre el hexágono central que se utiliza como una fuente de magnesio de gran actividad y magnesio butadieno un aducto con butadieno y una fuente para el dianión butadieno.

### Organocalcio
Más abajo en este grupo tenemos el calcio que no es tóxico y es barato, pero los compuestos de organocalcio son difíciles de preparar. Esto es aún más cierto para el resto de elementos: el estroncio y el bario. Para el caso del radio, sólo existe el acetiluro en fase gaseosa. Uno de los usos para este tipo de compuestos es la deposición de sustancias químicas en fase de vapor.
Un compuesto de organocalcio conocido es el (Cp)calcio(I), (Cp)Ca(I). El bis (alil)calcio fue descrito en 2009. Se forma en una reacción de metátesis entre alilpotasio y yoduro de calcio como un polvo blanquecino estable, no pirofórico:
2 KC3H5 + CaI2  →  (C3H5)2Ca + 2 KI  (THF 25 °C)
El modo de unión es η3. También se ha informado que este compuesto puede dar un polímero η1 (CaCH2CHCH2)n.
El compuesto [(thf)3Ca{μ-C6H3-1,3,5-Ph3}Ca(thf)3] también fue descrito en el 2009 y es un compuesto tipo sándwich inverso con dos átomos de calcio a ambos lados de un areno. 

### Organoestroncio
Los compuestos de organoestroncio han sido estudiados como intermediarios en las reacciones de tipo Barbier.

### Organobario
Se conocen compuestos de organobario del tipo (alilo)BaCl y se pueden preparar por reacción de bario activado (reducción por el método de Rieke de yoduro de bario con bifeniluro de litio) con haluros de alilo a -78 °C. La posterior reacción de estos compuestos de alilbario con compuestos carbonílicos es más alfa-selectiva y más estereoselectiva que los reactivos de Grignard u otros compuestos de organocalcio relacionados. También se conoce la existencia de metalocenos de bario (Cp*)2Ba.

## Enlaces químicos del carbono con el resto de átomos
| CH  |     |     |     |     |     |     |     |     |     |     |     |     |     |     |     |     |     | He  |
| CLi | CBe |     |     |     |     |     |     |     |     |     |     | CB  | CC  | CN  | CO  | CO  | CF  | Ne  |
| CNa | CMg |     |     |     |     |     |     |     |     |     |     | CAl | CSi | CP  | CS  | CS  | CCl | CAr |
| CK  | CCa | CSc | CTi | CV  | CCr | CMn | CFe | CCo | CNi | CCu | CZn | CGa | CGe | CAs | CSe | CSe | CBr | CKr |
| CRb | CSr | CY  | CZr | CNb | CMo | CTc | CRu | CRh | CPd | CAg | CCd | CIn | CSn | CSb | CTe | CTe | CI  | CXe |
| CCs | CBa |     | CHf | CTa | CW  | CRe | COs | CIr | CPt | CAu | CHg | CTl | CPb | CBi | CPo | CPo | CAt | Rn  |
| Fr  | CRa | Rf  | Db  | CSg | Bh  | Hs  | Mt  | Ds  | Rg  | Cn  | Nh  | Fl  | Mc  | Lv  | Lv  | Ts  | Og  |     |
|     |     | ↓   |     |     |     |     |     |     |     |     |     |     |     |     |     |     |     |     |
|     |     | CLa | CCe | CPr | CNd | CPm | CSm | CEu | CGd | CTb | CDy | CHo | CEr | CTm | CYb | CYb | CLu |     |
|     |     | Ac  | CTh | CPa | CU  | CNp | CPu | CAm | CCm | CBk | CCf | CEs | Fm  | Md  | No  | No  | Lr  |     |

| Química orgánica básica.                        | Muchos usos en Química.           |
| Investigación académica, pero no un amplio uso. | Enlace desconocido / no evaluado. |